# Бачинский, Вильгельм Маркович
Вильгельм Маркович Бачинский (укр. Вільгельм Маркович Бачинський; 1923 — после 2001) — украинский советский историк, доктор исторических наук (1983), профессор (1985).

## Биография
В 1941 окончил Черновицкий университет. Участник Великой Отечественной войны, кавалер боевых наград. С 1954 до 1955 работал в Донецком индустриальном институте, с 1956 до 1961 в Ивановском энергоинституте, с 1961 – в Украинском университете водного хозяйства и природопользования в Ровно: доцент, заведующий кафедрой, с 1993 до 2001 профессор кафедры украиноведения.

## Публикации
- Очерки истории Ивановской организации КПСС. 1892–1917. Ч. 1. Иваново, 1963 (со-автор);
- Прислужники націоналістичного охвістя. Киев, «Знання»[укр.], 1963;
- КПРС в боротьбі за підвищення добробуту трудящих. Киев, 1974;
- Волинь у XVI–XVIII ст. Киев, 1997 (со-автор).